# Dendrophyllia laboreli
Espèce
Statut CITES
Dendrophyllia laboreli est une espèce de coraux appartenant à la famille des Dendrophylliidae.

## Habitat et répartition
Dendrophyllia laboreli pourrait être endémique des côtes de l'Afrique de l'Ouest et des iles Canaries.

## Étymologie
Son nom spécifique, laboreli, lui a été donné en l'honneur de Jacques Laborel (1934-2011) qui a été le premier à reconnaître sa large répartition dans l'Atlantique africain et qui a apporté son soutien aux auteurs. 

## Publication originale
- Zibrowius & Brito, 1984 : Dendrophyllia laboreli n. sp. Coralliaire infralittoral et circalittoral de l'Afrique occidentale et des iles Canaries (Cnidaria, Anthozoa, Scleractinia). Bulletin du Muséum National d'Histoire, sér. 6, vol. 1984, section A, n. 3, pp. 641-657 (texte intégral) (fr) [PDF].